# カペラステークス
カペラステークスは、日本中央競馬会（JRA）が中山競馬場で施行する中央競馬の重賞競走（GIII）である。
競走名の「カペラ（Capella）」はラテン語で「牝の仔ヤギ」を意味し、ぎょしゃ座のα星をさす。カペラ・アルデバラン・リゲル・シリウス・プロキオン・ポルックスで「冬のダイヤモンド」を構成している。
正賞は地方競馬全国協会理事長賞。

## 概要
秋季競馬でのダート短距離競走の充実を図る観点から、2008年に新設された。
創設時から地方競馬所属馬・外国馬がともに出走可能となっている。
2020年より、本競走の優勝馬にはサウジアラビアの国際招待競走リヤドダートスプリントへの優先出走権が与えられることになっている。
本競走は阪神ジュベナイルフィリーズと同日に施行される。

### 競走条件
以下の内容は、2024年現在のもの。
出走資格：サラ系3歳以上
- JRA所属馬
- 地方競馬所属馬（4頭まで）
- 外国調教馬（8頭まで、優先出走）

負担重量：別定
- 3歳56kg、4歳以上57kg、牝馬2kg減
  - 2019年12月7日以降のGI競走（牝馬限定競走を除く）1着馬3kg増、牝馬限定GI競走またはGII競走（牝馬限定競走を除く）1着馬2kg増、牝馬限定GII競走またはGIII競走（牝馬限定競走を除く）1着馬1kg増
  - 2019年12月6日以前のGI競走（牝馬限定競走を除く）1着馬2kg増、牝馬限定GI競走またはGII競走（牝馬限定競走を除く）1着馬1kg増（2歳時の成績は除く）

### 賞金
2024年の1着賞金は3800万円で、以下2着1500万円、3着950万円、4着570万円、5着380万円。

## 歴史
2008年にカペラステークスを「新設」するにあたっては、1月に行われていたガーネットステークスと、12月に行われていた2歳牝馬重賞のフェアリーステークスとの間で、開催時期の交換が行われた。
ガーネットステークスは1月の中山競馬場のダート1200メートルの重賞として12回の実績があったが、2008年1月の開催を最後に「廃止」され、2009年1月からはその時期にフェアリーステークスが行われることになった。一方、従前12月に行われていたフェアリーステークスは2007年12月の開催の後、時期を移して2009年1月に行われたため、2008年は「フェアリーステークス」という名称の競走は行われなかった。カペラステークスは2008年12月に従来フェアリーステークスを行っていた時期に開催された。
ガーネットステークスは「廃止」、カペラステークスは「新設」と発表されており、通例では新設重賞であれば創設から2年は格付けを獲得できないが、カペラステークスはガーネットステークスと連続性があり事実上同一の競走と扱われ、2年目からGIII格付けを得ている。これについて主催者のJRAでは、カペラステークスがガーネットステークスの施行時期を前倒ししたものであると認めている。

### 年表
- 2008年 - 3歳以上の馬による重賞（JpnIII）として創設、中山競馬場のダート1200mで施行[5]。
- 2009年
  - 外国調教馬の出走枠が8頭に拡大[6]。
  - 格付表記をGIII（国際格付）に変更[5]。

### 歴代優勝馬
距離はすべてダートコース。
| 回数   | 施行日         | 競馬場 | 距離  | 優勝馬             | 性齢 | タイム | 優勝騎手   | 管理調教師 | 馬主                     |
| ------ | -------------- | ------ | ----- | ------------------ | ---- | ------ | ---------- | ---------- | ------------------------ |
| 第1回  | 2008年12月14日 | 中山   | 1200m | ビクトリーテツニー | 牡4  | 1:08.7 | 横山典弘   | 森秀行     | 榮義則                   |
| 第2回  | 2009年12月13日 | 中山   | 1200m | ミリオンディスク   | 牡5  | 1:09.6 | 村田一誠   | 荒川義之   | （有）社台レースホース   |
| 第3回  | 2010年12月12日 | 中山   | 1200m | セイクリムズン     | 牡4  | 1:09.7 | 幸英明     | 服部利之   | 金田成基                 |
| 第4回  | 2011年12月11日 | 中山   | 1200m | ケイアイガーベラ   | 牝5  | 1:09.1 | 秋山真一郎 | 平田修     | （株）啓愛義肢材料販売所 |
| 第5回  | 2012年12月9日  | 中山   | 1200m | シルクフォーチュン | 牡6  | 1:10.8 | 横山典弘   | 藤沢則雄   | （有）シルク             |
| 第6回  | 2013年12月8日  | 中山   | 1200m | ノーザンリバー     | 牡5  | 1:10.7 | 柴田善臣   | 浅見秀一   | 林正道                   |
| 第7回  | 2014年12月14日 | 中山   | 1200m | ダノンレジェンド   | 牡4  | 1:09.5 | 丸田恭介   | 村山明     | （株）ダノックス         |
| 第8回  | 2015年12月13日 | 中山   | 1200m | キクノストーム     | 牡6  | 1:09.7 | 内田博幸   | 吉田直弘   | 菊池五郎                 |
| 第9回  | 2016年12月11日 | 中山   | 1200m | ノボバカラ         | 牡4  | 1:10.2 | 内田博幸   | 天間昭一   | （株）LS.M               |
| 第10回 | 2017年12月10日 | 中山   | 1200m | ディオスコリダー   | 牡3  | 1:11.0 | 津村明秀   | 高橋義忠   | 野嶋祥二                 |
| 第11回 | 2018年12月9日  | 中山   | 1200m | コパノキッキング   | 騸3  | 1:10.2 | 柴田大知   | 村山明     | 小林祥晃                 |
| 第12回 | 2019年12月8日  | 中山   | 1200m | コパノキッキング   | 騸4  | 1:09.3 | 藤田菜七子 | 村山明     | 小林祥晃                 |
| 第13回 | 2020年12月13日 | 中山   | 1200m | ジャスティン       | 牡4  | 1:09.8 | 坂井瑠星   | 矢作芳人   | 小田吉男                 |
| 第14回 | 2021年12月12日 | 中山   | 1200m | ダンシングプリンス | 牡5  | 1:09.5 | 三浦皇成   | 宮田敬介   | 吉田千津                 |
| 第15回 | 2022年12月11日 | 中山   | 1200m | リメイク           | 牡3  | 1:08.9 | 福永祐一   | 新谷功一   | 前田幸治                 |
| 第16回 | 2023年12月10日 | 中山   | 1200m | テイエムトッキュウ | 牡5  | 1:09.3 | 津村明秀   | 木原一良   | 竹園正継                 |
| 第17回 | 2024年12月8日  | 中山   | 1200m | ガビーズシスター   | 牝3  | 1:10.1 | 吉田隼人   | 森一誠     | 長島和彦                 |